# Creoleon diana
Creoleon diana is een insect uit de familie van de mierenleeuwen (Myrmeleontidae), die tot de orde netvleugeligen (Neuroptera) behoort. 
Creoleon diana is voor het eerst wetenschappelijk beschreven door Kolbe in 1897.